# Vivarium (filme)
Vivarium (Brasil: Viveiro / Portugal: Vivarium - A Tua Casa. Para Sempre.) é um filme de suspense e ficção científica de 2019 dirigido por Lorcan Finnegan e escrito por Garret Shanley a partir de uma história dos dois. Uma coprodução internacional entre Irlanda, Dinamarca e Bélgica, o filme é estrelado por Imogen Poots e Jesse Eisenberg como um casal que é forçado a cuidar de uma estranha criatura humana enquanto está preso em um bairro estranho.
Sua estreia mundial ocorreu no Festival de Cinema de Cannes em 18 de maio de 2019 e foi lançado na Irlanda em 27 de março de 2020, pela Vertigo Releasing.

## Enredo
O casal de jovens Gemma e Tom estão em busca de uma casa para comprar. Eles visitam um estranho agente imobiliário, Martin, que fala para eles de um novo empreendimento chamado Yonder. Gemma e Tom vão até o local com Martin, onde as casas são residências suburbanas idênticas. O lugar é silencioso e vazio. Martin mostra ao casal a casa número 9 e depois desaparece. Gemma e Tom tentam deixar Yonder, mas se perdem; toda rota os retorna para a casa número 9. O carro acaba ficando sem gasolina e eles decidem passar a noite na casa.
Na manhã seguinte, Tom sobe no telhado para ver se consegue encontrar uma saída de Yonder. Ele vê que as casas de Yonder parecem se estender até o infinito. O casal decide seguir o sol de aparência artificial, esperando que ele os leve até a saída. O casal, no entanto, é novamente levado a casa número 9. Eles encontram uma caixa de entrega cheia de alimentos pré-embalados e produtos para outras necessidades. Tom, furioso, incendeia a casa, na esperança de atrair atenção. O casal adormece do lado de fora da casa 9, acordam com a casa já reconstruída e encontram uma criança pequena com as instruções: "Crie a criança e seja libertado".
Dois meses se passam e o bebê rapidamente cresce para o tamanho de um menino de sete anos de idade. Ele exige atenção incessantemente e observa atentamente o casal quando não está absorvido por padrões estranhos que aparecem na televisão. Viver com o menino e presos tem um preço psicológico para o casal. Seu bem-estar físico também piora. Tom descobre que o solo de Yonder é feito de uma substância aparentemente artificial. Ele começa a cavar um buraco e fica obcecado com isso. Cavar faz com que ele se sinta como se tivesse um propósito, mas nada acontece, e o buraco fica cada vez mais profundo. Ele continua cavando quando ouve barulhos vindo do fundo do buraco.
A saúde física e mental de Tom se deteriora ainda mais. Tom tenta machucar o garoto, mas Gemma intervém. Gemma tenta entender sua situação engajando-se com o garoto. Ela descobre que ele é incapaz de imaginar coisas. A distância emocional de Tom a empurra para mais perto do garoto. Um dia o garoto desaparece e reaparece com um livro estranho. Gemma pergunta ao garoto quem lhe deu o livro e ele a mostra assumindo uma forma física perturbadora.
O tempo passa e Gemma e Tom ficam mais fracos. O garoto se torna adulto e Gemma e Tom ficam juntos, com medo dele. O garoto sai de casa todos os dias e Gemma e Tom não sabem para onde ele vai. Ao cavar, Tom encontra um cadáver em uma bolsa e enfraquece a ponto de morrer. Gemma implora que o menino ajude e ele lhes fornece uma bolsa para o corpo. Tom morre e é jogado no buraco. Uma Gemma vingativa tenta matar o garoto, mas ele escapa para um corredor subterrâneo bizarro. Gemma o segue e passa por lares paralelos onde outros jovens casais vivem vidas de desespero semelhante. Gemma é então "cuspida" de volta para a casa número 9. Após um ato final de desafio verbal, Gemma morre. O garoto a enterra no buraco com Tom e deixa Yonder. Mais tarde, ele se torna um agente imobiliário, substituindo Martin.

## Elenco
- Jesse Eisenberg como Tom
- Imogen Poots como Gemma
- Jonathan Aris como Martin
- Danielle Ryan como Mom
- Senan Jennings como The Boy
- Eanna Hardwicke como The Boy
- Lilith Fury como Woman in window

## Produção
Em maio de 2018, foi anunciado que Jesse Eisenberg e Imogen Poots se juntaram ao elenco do filme, com Lorcan Finnegan dirigindo um roteiro que ele escreveu.

## Lançamento
O filme teve sua estreia mundial no Festival de Cannes em 18 de maio de 2019. Pouco depois, a Saban Films adquiriu direitos de distribuição do filme. Está programado para ser lançado nos Estados Unidos em 27 de março de 2020.

## Recepção
No site agregador de críticas Rotten Tomatoes, o filme possui um índice de aprovação de 73% baseado em 155 avaliações, com uma classificação média de 6.6/10. O consenso dos críticos do site diz: "Vivarium pode confundir quase tão frequentemente quanto intrigar, mas este híbrido de ficção científica e terror bem atuado tem ideias interessantes - e as explora com estilo". No Metacritic, o filme tem uma pontuação média ponderada de 64 de 100, com base em 23 avaliações, indicando "críticas geralmente favoráveis".